# Joseph Medill Patterson
Joseph Medill Patterson (6 gennaio 1879 – 26 maggio 1946) è stato un giornalista e editore statunitense, fondatore del Daily News a New York. Al momento della sua morte il Daily News aveva una tiratura domenicale di 4,5 milioni di copie, la più grande di tutti i giornali negli Stati Uniti.

## Biografia

### Vita e formazione
Joseph Medill Patterson è nato in una famiglia di giornalisti. Sua madre, l'ex Elinor Medill, era una figlia di Joseph Medill, fondatore del Chicago Tribune e sindaco di Chicago, Illinois. Suo padre, Robert Wilson Patterson Jr., era a sua volta un giornalista del Tribune.
Rampollo di una famiglia milionaria, Joseph ricevette un'istruzione di prim'ordine, frequentando l'Università di Yale. Lasciò per un bree periodo la scuola per fare un reportage sulla ribellione dei Boxer in Cina come corrispondente estero per il Tribune, ma tornò in tempo per completare i suoi studi e laurearsi a Yale nel 1901

### Carriera
Patterson divenne uno dei più importanti editori di giornali negli Stati Uniti, fondando il Daily News di New York e introducendo il tabloid. Fu preparato a seguire le orme del suo famoso nonno. Sua madre, Elinor ("Nellie"), e sua zia, Kate, hanno entrambe chiamato i loro primogeniti come il loro famoso padre. Da giovane chiese a suo padre se poteva andare in Cina per coprire la rivolta dei Boxer. Ottenuto il permesso, andò come corrispondente per William Randolph Hearst ma non arrivò in tempo. Ha frequentato la Yale University, dove è stato membro di Scroll and Key.
Dopo la laurea, è tornato a Chicago e ha coperto il pestaggio della polizia per il Chicago Tribune. Patterson prestò servizio nella Camera dei Rappresentanti dell'Illinois come repubblicano nel 1903 e 1904, si sposò e nel 1906 era padre di tre figlie. La più giovane, Alicia, spiegò: "Voleva un maschio, invece di tre figlie consecutive, e questo significava che una delle ragazze Patterson avrebbe dovuto essere il suo figlio sostitutivo". Quasi 20 anni dopo, nel 1923, dopo che le sue tre figlie erano diventate giovani donne, la sua amante (e futura moglie) diede alla luce il suo unico figlio, James Joseph Patterson, in Inghilterra.

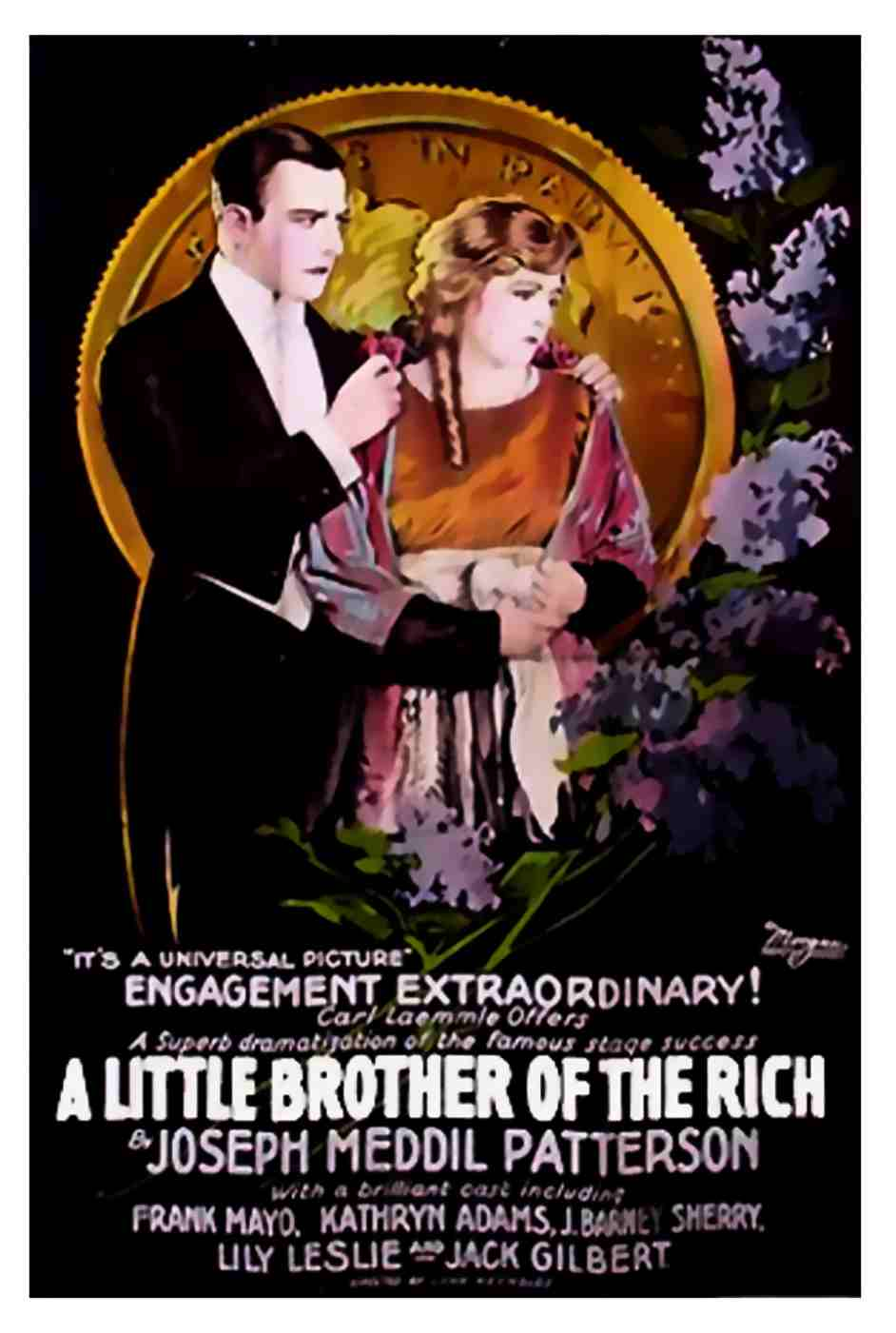
Poster per A Little Brother of the Rich (1919), adattato dal romanzo e dall'opera teatrale di Patterson

Joseph Medill Patterson fece una faida con suo padre e si dimise dal Tribune. Patterson si trasferì in una fattoria in campagna, scrisse un romanzo socialista, Il piccolo fratello dei ricchi (1908), e pubblicò un articolo scandaloso sulla rivista Collier's. Patterson tornò a lavorare al Tribune nel 1910. Durante la prima guerra mondiale andò in Europa con il cameraman del Tribune Edwin F. Weigle per filmare il cinegiornale che sarebbe stato utilizzato nel film di propaganda della prima guerra mondiale The German Side of the War. Le proiezioni di Il lato tedesco della guerra hanno registrato il tutto esaurito nelle sale. È stato uno dei pochi film di propaganda americani a mostrare la guerra dal punto di vista della Germania.
Dopo la morte di suo padre, Patterson assunse la direzione del Tribune. Ha avuto una disputa su come gestire il Tribune con suo cugino, Robert R. McCormick. Dopo la fine della prima guerra mondiale, visitò Londra e osservò per la prima volta un giornale in formato tabloid. Patterson si trasferì a New York City e fondò il New York Daily News come tabloid il 26 giugno 1919, con McCormick come co-editore ed editore. Tuttavia, i due non furono in grado di risolvere la loro controversia, quindi nel 1925 Patterson cedette la piena autorità sul Tribune a McCormick in cambio del pieno controllo del Daily News.
Durante gli anni '30, il Daily News sotto la guida di Patterson sostenne fortemente Franklin D. Roosevelt e il suo New Deal. Entrambi gli uomini si consideravano non solo alleati politici ma buoni amici. Nel maggio 1940, Roosevelt chiese addirittura a Patterson di diventare il suo segretario alla Marina, ma fu rifiutato. Sebbene Patterson, insieme a sua sorella Cissy Patterson, sostenesse la rielezione del presidente nel 1940, Joe e Cissy ebbero un litigio con Roosevelt a causa della loro opposizione a Lend-Lease e ad altri aspetti della politica estera dell'amministrazione. Dopo l'attacco del Giappone a Pearl Harbor, Patterson si recò immediatamente nello Studio Ovale e offrì il suo pieno sostegno allo sforzo bellico, ma Roosevelt lo respinse. "Roosevelt avrebbe potuto facilmente convertire entrambi i Patterson alla sua causa", scrive il biografo di Cissy, Ralph G. Martin. “Invece, ha creato due nemici acerrimi e potenti”. Inoltre, come aveva fatto dall'inizio del 1941, Roosevelt fece ripetutamente pressioni sul procuratore generale Francis Biddle e su altri funzionari affinché indagassero e perseguissero entrambi i Patterson insieme al loro cugino Robert R. McCormick del Chicago Daily Tribune.

### Fumetti
Ha adottato un approccio pratico alla gestione del Chicago Tribune Syndicate, distributore dei fumetti dei suoi giornali. Nel 1921, suggerì al personaggio principale di Gasoline Alley di adottare un bambino trovatello che divenne Skeezix, un personaggio centrale nella striscia. Patterson influenzò la striscia di Chester Gould del 1931 Dick Tracy, cambiando il titolo da Plainclothes Tracy, e sostenne la visione di Gould di uno stile di narrazione tecnico, grottesco e violento. Milton Caniff attribuì a Patterson il merito di aver suggerito un fumetto sull'Oriente, che portò alla creazione della striscia di Caniff del 1934, Terry and the Pirates.
Caniff ha raccontato il ruolo di Patterson nella creazione di Terry in un profilo temporale, "Escape Artist" (lunedì 13 gennaio 1947):
Patterson... fissò freddamente Caniff e chiese: "Hai mai fatto qualcosa in Oriente?" Caniff no. "Sai," rifletté Joe Patterson, "l'avventura può ancora accadere là fuori. Potrebbe esserci una bellissima pirata, di cui gli uomini si innamorano." In pochi giorni Caniff tornò con campioni e 50 titoli proposti; Patterson circondò Terry e scarabocchiò accanto ad esso e ai Pirati.
Un altro elemento della tradizione dei fumetti di Patterson è che rifiutò la striscia di Dale Messick Brenda Starr nel 1940 perché "aveva provato una fumettista una volta... e non ne voleva più". L'assistente di Patterson, Mollie Slott, in seguito vicepresidente del sindacato, vide i campioni scartati e incoraggiò Messick a trasformare Brenda da "ragazza bandita" a giornalista. Patterson accettò a malincuore la striscia, ma la pubblicò nella sezione dei fumetti domenicali del Chicago Tribune, piuttosto che sul quotidiano. Si rifiutò di pubblicarlo sul Daily News, che finalmente riportò Brenda Starr, reporter nel 1948, due anni dopo la morte di Patterson.

## Eredità
Suo figlio, James, sarebbe stato vicepresidente e assistente caporedattore del Daily News. Uno dei nipoti di Patterson, Joseph Albright, è stato sposato con il futuro segretario di Stato americano Madeleine Albright per circa 23 anni. Patterson è sepolto nel cimitero nazionale di Arlington.